# Coxa vara

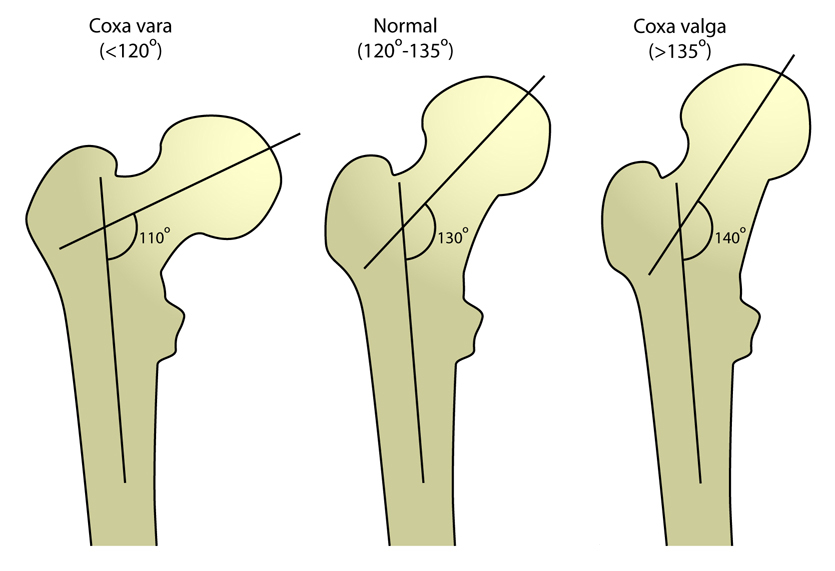
Benen på bilden visar skillnaden mellan normal vinkel jämfört med Coxa vara.

Coxa vara är oftast en medfödd missbildning av höften där lårbenshalsen vinkeln är mindre än normalt mot lårbensskaftet. För att räknas som coxa vara skall vinkeln vara mindre än 110 grader. Andra anledningar att få sjukdomen kan vara till exempel trauma, TBC eller andra underliggande bensjukdomar. Som ett resultat av detta blir ena benet kortare än det andra. Kallas även coxa vara infantum.